# Cicurina armadillo
Cicurina armadillo är en spindelart som beskrevs av Willis J. Gertsch 1992. Cicurina armadillo ingår i släktet Cicurina och familjen kardarspindlar. Inga underarter finns listade i Catalogue of Life.